# Subir Sachdev
Subir Sachdev é professor Herchel Smith de Física na Universidade de Harvard, especializado em matéria condensada. Ele foi eleito para a Academia Nacional de Ciências dos EUA em 2014 e recebeu o Prêmio Lars Onsager da American Physical Society e a Medalha Dirac do ICTP em 2018. Ele foi coeditor da Revisão Anual da Física da Matéria Condensada de 2017-2019.
A pesquisa de Sachdev descreve a conexão entre as propriedades físicas dos materiais quânticos modernos e a natureza do emaranhamento quântico na função de onda de muitas partículas. Sachdev fez extensas contribuições para a descrição das diversas variedades de estados emaranhados da matéria quântica. Estes incluem estados com ordem topológica, com e sem lacuna de energia para excitações e estados críticos sem excitações de quasipartículas. Muitas dessas contribuições foram ligadas a experimentos, especialmente aos ricos diagramas de fase dos supercondutores de alta temperatura.

## Carreira
Sachdev frequentou a escola secundária St. Joseph's Boys' High School, Bangalore e Kendriya Vidyalaya, ASC, Bangalore . Ele frequentou a faculdade no Indian Institute of Technology, Delhi por um ano. Ele se transferiu para o Instituto de Tecnologia de Massachusetts, onde recebeu um BS em Física. Ele recebeu seu Ph.D. em física teórica pela Universidade de Harvard . Ele ocupou cargos profissionais no Bell Labs (1985–1987) e na Yale University (1987–2005), onde foi professor de física, antes de retornar a Harvard, onde agora é professor de física Herchel Smith . Ele também ocupou cargos de visitante como Cenovus Energy James Clerk Maxwell Chair em Física Teórica no Perimeter Institute for Theoretical Physics, e Dr. Homi J. Bhabha Chair Professorship no Tata Institute of Fundamental Research. Ele também fez parte do júri de Ciências Físicas do Prêmio Infosys de 2018.

## Honras
- Eleito para a Academia Americana de Artes e Ciências, 2019.[7]
- Membro Honorário da Academia Indiana de Ciências, 2019.[8]
- Membro Estrangeiro da Academia Nacional de Ciências da Índia, 2019.[9]
- Medalha Dirac ( Centro Internacional de Física Teórica ), 2018; compartilhado com Dam Thanh Son e Xiao-Gang Wen por "contribuições independentes para a compreensão de novas fases em sistemas de muitos corpos fortemente interativos, introduzindo técnicas transdisciplinares originais".[10] A citação diz:

Subir Sachdev fez contribuições pioneiras em muitas áreas da física teórica da matéria condensada. De particular importância foram o desenvolvimento da teoria dos fenômenos quânticos críticos em isoladores, supercondutores e metais; a teoria dos estados de spin-líquido de antiferromagnetos quânticos e a teoria das fases fracionadas da matéria; o estudo de novas transições de fase de desconfinamento; a teoria da matéria quântica sem quasipartículas; e a aplicação de muitas dessas ideias a problemas não relacionados a priori na física dos buracos negros, incluindo um modelo concreto de líquidos não-Fermi.
- Prêmio Lars Onsager ( American Physical Society ), 2018, para reconhecer pesquisas de destaque em física estatística teórica, incluindo os fluidos quânticos.[11] A citação diz:

por suas contribuições seminais à teoria das transições de fase quântica, magnetismo quântico e líquidos de spin fracionados e por sua liderança na comunidade da física. 
- Medalha Dirac para o Avanço da Física Teórica ( Universidade de New South Wales ), 2015.[12] A citação diz:

A Medalha Dirac foi concedida ao Professor Sachdev em reconhecimento por suas muitas contribuições seminais à teoria de sistemas de matéria condensada fortemente interativos: transições de fase quântica, incluindo a ideia de desconfinamento crítico e a quebra do paradigma de Landau-Ginsburg-Wilson baseado em simetria convencional; a predição de estados exóticos de 'spin-liquid' e fracionados; e aplicações à teoria da supercondutividade de alta temperatura nos materiais de cuprato. 
- Eleito para a Academia Nacional de Ciências dos EUA, 2014.[13] A citação diz:

Sachdev fez avanços seminais na teoria de sistemas de matéria condensada perto de uma transição de fase quântica, que elucidaram a rica variedade de comportamento estático e dinâmico em tais sistemas, tanto em temperaturas finitas quanto em T = 0. Seu livro, Quantum Phase Transitions, é o texto básico do campo.
- Abdus Salam Distinguished Lecturer, Centro Internacional de Física Teórica, Trieste, Itália, 2014.[15]
- Hendrik Lorentz Chair, Lorentz Institute, 2012.[16]
- Instituto Perimeter de Física Teórica Distinguished Research Chair, 2009-14.[17]
- Bolsista da John Simon Guggenheim Memorial Foundation, 2003.[18]
- Fellow da American Physical Society "por suas contribuições para a teoria das transições de fase quântica e sua aplicação a materiais de elétrons correlacionados" .[19]
- Bolsista da Fundação Alfred P. Sloan, fevereiro de 1989.[20]
- LeRoy Apker Award Recipient, 1982.[21]